# The Pretty Reckless
The Pretty Reckless är ett band från New York, som startades av Taylor Momsen 2008. Bandet hette från början The Reckless, men bytte tidigt namn till The Pretty Reckless för att undvika varumärkesproblem. Bandet var ute på turné med The Veronicas 2009. I juli 2010 turnerade bandet i USA med The Vans Warped Tour. Den 30 augusti 2010 släpptes debutalbumet "Light Me Up", vilket direkt gick upp på förstaplatsen på itunes chart UK. Bandet hade sin första singel, som släpptes 13 maj 2010 "Make Me Wanna Die" med på soundtracket för filmen Kick Ass.
The Pretty Reckless släppte sitt andra album "Going to Hell" 2014, singeln "Heaven Knows" gick upp till förstaplatsen på billboard rock charts.
Den 21 oktober 2016 släppte gruppen sitt tredje album, "Who You Selling For".

## Medlemmar
Nuvarande medlemmar
- Taylor Momsen – sång, rytmgitarr (2007–)
- Ben Phillips – sologitarr, bakgrundssång (2010–)
- Mark Damon – basgitarr (2010–)
- Jamie Perkins – trummor, slagverk (2010–)

Tidigare medlemmar
- John Secolo – gitarr (2009)
- Matt Chiarelli – basgitarr (2009)
- Nick Carbone – trummor, slagverk (2009)

Samarbetande musiker
- Ric Rocker – basgitarr, gitarr, synthesizer, trummor (2009)

## Diskografi
Studioalbum
- 2010 – Light Me Up
- 2014 – Going to Hell
- 2016 – Who You Selling For
- 2021 – Death By Rock And Roll
- 2022 - Other Worlds

EP
- 2010 – The Pretty Reckless
- 2012 – Hit Me Like a Man EP

Singlar
- 2010 – "Make Me Wanna Die"
- 2010 – "Miss Nothing"
- 2010 – "Just Tonight"
- 2012 – "Kill Me"
- 2013 – "Going to Hell"
- 2014 – "Heaven Knows" (#1 på Billboard Hot Mainstream Rock Tracks)[3]
- 2014 – "Messed Up World (F'd Up World)" (#1 på Billboard Hot Mainstream Rock Tracks)[3]
- 2014 – "House on a Hill"
- 2014 – "Follow Me Down"

## Musikvideor
| År   | Titel             | Regissör    |
| ---- | ----------------- | ----------- |
| 2010 | Make Me Wanna Die | Meiert Avis |
| 2010 | Miss Nothing      | Meiert Avis |
| 2010 | Just Tonight      | Meiert Avis |
| 2014 | Heaven Knows      |             |
| 2014 | Going To Hell     |             |